# Batavia (Iowa)
Batavia – miasto w Stanach Zjednoczonych, w stanie Iowa, w hrabstwie Jefferson. 

## Demografia
Zgodnie ze spisem statystycznym z 2000 roku, miasto liczyło 500 mieszkańców. W 2023 roku liczba mieszkańców spadła do 424 osób, a gęstość zaludnienia poniżej 283 osób/km².